# Mount Cartwright
Mount Cartwright ist ein scharfgratiger Berggipfel von 3325 m Höhe in der antarktischen Ross Dependency. In der Hughes Range ragt er rund 11 km nordnordwestlich des Mount Waterman aus einem Gebirgskamm mit nordsüdlicher Ausrichtung auf. 
Entdeckt und fotografiert wurde er durch den United States Antarctic Service während des Fluges C vom 29. Februar bis 1. März 1940. Von 1957 bis 1958 nahm der Geophysiker Albert P. Crary (1911–1987) Landvermessungen des Gebiets vor. Benannt ist der Berg nach dem Meteorologen Gordon Cartwright (1906–1997), dem ersten einer Reihe US-amerikanischer Austauschwissenschaftler auf der Mirny-Station im Rahmen des Internationalen Geophysikalischen Jahres. 